# Péter Kovács (balonmanista)
Péter Kovács (Budapest, 8 de abril de 1955) es un exjugador de balonmano húngaro que jugaba de lateral izquierdo.
Fue un componente de la selección de balonmano de Hungría, logrando ser el jugador con más partidos en la historia de la selección, con 323 partidos, y con más goles anotados, con 1797.
Tras retirarse como jugador ejerció como entrenador de balonmano, entrenando a equipos del nivel del SC Pick Szeged o la selección femenina de balonmano de Turquía.

## Palmarés

### Selección nacional
| Campeonato Mundial | Campeonato Mundial | Campeonato Mundial | Campeonato Mundial |
| Año                | Lugar              | Medalla            |                    |
| ------------------ | ------------------ | ------------------ | ------------------ |
| 1986               | Suiza              | Medalla de plata   |                    |

### Budapest Honvéd
- Liga de Campeones de la EHF (1): 1982
- Liga húngara de balonmano (6): 1976, 1977, 1980, 1981, 1982, 1983
- Copa de Hungría de balonmano (1): 1983

### TV Grosswallstadt
- Liga de Alemania de balonmano (1): 1990
- Copa de Alemania de balonmano (1): 1989

### TUSEM Essen
- Copa de Alemania de balonmano (1): 1991

## Clubes
| Club              | País     | Año         |
| ----------------- | -------- | ----------- |
| Budapest Honvéd   | Hungría  | 1970 - 1984 |
| OSC Dortmund      | Alemania | 1984 - 1988 |
| TV Grosswallstadt | Alemania | 1988 - 1990 |
| TUSEM Essen       | Alemania | 1990 - 1991 |